# Mẹ bầu siêu ngầu
Mẹ bầu siêu ngầu (tiếng Anh: More Than Family, tiếng Hàn: 애비규환) là một bộ phim điện ảnh Hàn Quốc thuộc thể loại hài – chính kịch công chiếu vào năm 2020 do Choi Ha-na viết kịch bản kiêm đạo diễn trong tác phẩm đầu tay của mình. Bộ phim có sự tham gia diễn xuất của các diễn viên gồm Krystal Jung, Jang Hye-jin, Choi Deok-moon, Nam Moon-chul và Shin Jae-hwi.
Mẹ bầu siêu ngầu có buổi công chiếu lần đầu tại Liên hoan phim quốc tế Busan vào ngày 25 tháng 10 năm 2020, và được Little Big Pictures phát hành tại các cụm rạp ở Hàn Quốc vào ngày 12 tháng 11 và tại Việt Nam vào ngày 27 tháng 11 cùng năm. Bộ phim còn được phát hành trực tuyến trên iQIYI tại các nước châu Á vào ngày 26 tháng 12. Sau khi ra mắt, bộ phim chủ yếu nhận về những lời nhận xét trái chiều từ giới chuyên môn lẫn khán giả.

## Nội dung
Khi Kim To-il lên 5 tuổi, mẹ cô bé tái hôn và họ rời thành phố Daegu để bắt đầu sinh sống ở Seoul. Giờ đây, To-il đã là thiếu nữ 21 tuổi và đang là sinh viên đại học. Cô hẹn hò với một cậu trai 19 tuổi tên Jang Ho-hoon mà cô đang làm gia sư cho. Vô tình thay, điều này đã khiến cho To-il mang bầu và mãi đến tháng thứ năm cô mới bắt đầu nói chuyện này cho mẹ mình và bố dượng biết. Cô nàng quyết định sinh con và cưới Ho-hoon bất chấp sự phản đối của gia đình. Không có ai bên cạnh ủng hộ, To-il quyết định đi tìm bố ruột của mình để nhờ giúp đỡ. Từ đây, những câu chuyện về tình gia đình mới thực sự được lật mở.

## Diễn viên
- Krystal Jung trong vai Kim To-il[6]
- Shin Jae-hwi trong vai Jang Ho-hoon
- Jang Hye-jin[7] trong vai Seon-myeong
- Choi Deok-moon trong vai Tae-hyo
- Nam Moon-chul trong vai bố của Ho-hoon
- Lee Hae-young trong vai Hwan-gyu
- Kang Mal-geum trong vai mẹ của Ho-hoon
- Bang Jae-ho trong vai nhân vật truyền thông